# Heintje
Heintje, właśc. Hendrik Nikolaas Theodoor Simons (ur. 12 sierpnia 1955 w Kerkrade-Bleijerheide, Holandia) – holenderski piosenkarz i aktor śpiewający przeważnie po niemiecku. Dużą popularność Heintje zdobył już w dzieciństwie. Jego pierwszym znanym przebojem jest „Mama”. W latach 1968–1971 wystąpił również w sześciu niemieckich filmach. Obecnie mieszka w Kelmis, w Belgii.

## Wybrana dyskografia
- 1968: Heintje
- 1969: Ich sing' ein Lied für dich
- 1970: Dein schönster Tag
- 1971: Wenn wir alle Sonntagskinder wär'n
- 1973: Ich denk an dich
- 1974: Unser Heintje - Die Stimme für Millionen
- 1978: Star-Discothek
- 1979: Unser Heintje - Seine größten Erfolge
- 1989: Herzensmelodie
- 1990: Das grosse Deutsche Schlager-Archiv: Heintje & Michael Holm
- 2008: Tausendmal
- 2009: Alles halb so schlimm
- 2011: Einfach ich
- 2011: Lebe deinen Traum
- 2016: Eine Frau wie du

## Filmografia
- 1968: Zum Teufel mit der Penne(inne języki)
- 1969: Heintje – Ein Herz geht auf Reisen
- 1969: Hurra, die Schule brennt!
- 1970: Heintje – Einmal wird die Sonne wieder scheinen
- 1970: Heintje – Mein bester Freund
- 1971: Morgen fällt die Schule aus